# Raymond Moulaert
Raymond Auguste Marie Moulaert (Brussel, 4 februari 1875 – Ukkel, 18 januari 1962) was een Belgisch componist, muziekpedagoog en pianist. Ook zijn zoon Pierre Moulaert (1907-1967) was muzikaal bezig als componist, muziekpedagoog, muziekcriticus en violist.

## Levensloop
Moulaert studeerde van 1890 tot 1898 aan het Koninklijk Conservatorium van zijn geboortestad bij Gustave Léon Huberti (muziektheorie, theoretische harmonie) , Joseph Dupont (harmonie), Arthur De Greef (piano) en Edgar Tinel (contrapunt en fuga). Vervolgens werd hij docent aan zijn Alma Mater voor harmonie, voor orgel (1903) en van 1927 tot 1940 docent voor contrapunt.
Daarnaast was hij van 1898 tot 1912 repetitor en pianist bij de Koninklijke Muntschouwburg. In 1903 bekwam hij een eervolle vermelding in de Prix de Rome met zijn cantate La Chanson d'Halewyn op een tekst van L. Solvay. Moulaert was al voor 1913 in het secundaire muziekonderwijs werkzaam als leraar aan de Gemeentelijke muziekschool Sint-Joost-ten-Node en van 1913 tot 1938 als directeur van de Gemeentelijke muziekschool in Sint-Gillis. Als apotheose van zijn pedagogische werkzaamheden kan beschouwd worden, dat hij van 1939 tot 1943 docent harmonie en compositie aan de Muziekkapel Koningin Elisabeth was.
In 1955 werd hij lid van de Académie royale des sciences, des lettres et des beaux-arts de Belgique. In 1958 werd hij bekroond met de vijfjaarlijkse prijs van de Belgische regering voor zijn totale oeuvre.
Aanvankelijk was zijn werk impressionistisch van stijl, maar later modern van structuur. Voor orkest schreef hij op een Bartókiaanse manier, waarbij hij graag variatietechnieken binnen de strikte vormen gebruikte.

## Composities

### Werken voor orkest
- 1931 Passacaille
- 1936 Symphonie de valses, voor orkest
- 1937 Concertino, voor trompet en kamerorkest
- 1938 Concert, voor piano en orkest
- 1940 Rhapsodie écossaise, voor klarinet en orkest
- 1942 Tango caprice, voor altsaxofoon en orkest
- 1943 Études symphoniques, voor orkest
- 1944 Symphonie de fugues, voor orkest
- 1946 Eroïca, voor hoorn en orkest
- 1951 Légende, voor dwarsfluit en kamerorkest
- 1952 Variations symphoniques, voor orkest
- 1955 Sinfonietta, voor strijkorkest

### Werken voor harmonie- of fanfareorkest
- 1910 Humoresque, voor harmonieorkest
- 1923 Appels pour un tournoi de chevalerie, voor fanfareorkest
- 1926 Springdans, voor groot fanfareorkest
- 1930 Fanfare pour une corrida, voor fanfareorkest
- 1930 Fanfares, voor fanfareorkest
- 1958 Prélude - fanfare pour un drame sacré, voor fanfareorkest

### Missen en andere kerkmuziek
- 1948 Poèmes bibliques, voor gemengd koor a capella
- 1949 Messe, voor gemengd koor a capella

### Cantates
- 1903 La Chanson d'Halewyn, cantate op een tekst van L. Solvay

### Vocale muziek

#### Werken voor koor
- 1917-1920 Poèmes de la vieille France, voor gemengd koor a capella
- 1919 Ballet des mouches, voor gemengd koor en orkest
- 1927 Poème de la forêt, voor zangstem, vrouwenkoor en orkest
- 1930 Al Novel tempo, voor gemengd koor a capella
- 1934 La récréation, voor kinderkoor (2 sopranen) en orkest
- 1941 Petite bestiaire, voor gemengd koor en orkest
- 1947 La Laterne magique, voor gemengd koor a capella - tekst: Maurice Carême
- 1950 Petites légendes I, voor driestemmig vrouwenkoor a capella - tekst: Maurice Carême
- 1950 Petites légendes II, voor driestemmig mannenkoor a capella - tekst: Maurice Carême

#### Liederen
- 1914-1917 Vingt mélodies et poèmes, voor zangstem en piano
- 1915 Triptyque, voor zangstem en orkest
- 1915 La jeune Tarentine, voor bariton en orkest
- 1917 Cette petite, voor sopraan en piano
- 1917 Premier recueils des Poèmes de la vieille France, voor zangstem en piano
- 1917 Quatre poèmes chinois, voor zangstem en piano
- 1920 Deuxième recueils des Poèmes de la vieille France, voor zangstem en piano
  1. Petit mercier - tekst: Karel van Orléans
  2. Les poètes précieux : Madrigaal - tekst: Mathieu de Montreuil
    1. Les poètes précieux : Excuse - tekst: Charles Cotin
    2. Les poètes précieux : La fleur d'Adonis - tekst: Claude Malleville

  3. Blanche com lys - tekst: Guillaume de Machaut
  4. Le tournoi
- 1921 Quatre poèmes de Tristan Klingsor, voor sopraan en piano - tekst: Arthur Justin Léon Leclère
  1. Chanson de la citrouille
  2. Chanson de l'artichaut
  3. Chanson de l'oignon
  4. L'escamoteur
- 1924 Aucassin et Nicolette, voor spreker, zangstem en orkest
- 1925 Zes Oudnederlandse gedichten, voor zangstem en orkest (of piano)
  1. Hoe Gabriel Maria vond - tekst: anoniem uit de 15e eeuw
  2. Die minne bidde ic - tekst: Hendrik van Veldeke
  3. Sij heeft met mij den zot gescheert - tekst: Dirck Volckertszoon Coornhert
  4. O oogen - tekst: Daniel Jonctijs
  5. Laet staen - tekst: Hertog Jan I van Brabant
  6. Alle sotten en draghen gheen bellen
- 1928 Deux Poèmes en vieille langue anglaise, voor zangstem en piano - tekst: Robert Herrick, J. Lilye
- 1929 Deux Poèmes en vieille langue allemande, voor zangstem en piano
- 1930 Chanson du Saule, voor mezzosopraan, altviool en piano
- 1930 Rime dell'Italia antica, voor zangstem en piano - tekst: D. Compagni, graaf Collatino di Collalta, Torquato Tasso
- 1937 Petite flore, voor zangstem en piano
- 1938 Chanson bachique, voor bariton, cello en orkest
- 1938 Troisième recueil des Poèmes de la vieille France, voor zangstem, cello en piano
- 1939 Quatrième recueil des Poèmes de la vieille France, voor zangstem solo
  1. Il se peut que je commence - tekst: Guy II, Châtelain de Coucy
  2. Les oisillons de mon pays - tekst: Gace Brulé
  3. Ronsard à son âme - tekst: Pierre de Ronsard
  4. Aubade - tekst: Guirant de Boteuil
  5. À vous, troupe légère - tekst: Joachim du Bellay
  6. Manches larges selon la mode - tekst: Octavien de Saint-Gelais
  7. Chante qui voudra - tekst: Rémy Belleau
- 1941 Petit bestiaire, voor octet (vocaal kwartet en strijkkwartet)
- 1942-1943 Cinquième recueil des Poèmes de la vieille France, voor zangstem, dwarsfluit en piano
- 1952 L'eau passe, voor zangstem solo - tekst: Maurice Carême
- 1952 Zes Oudnederlandse liederen, voor zangstem en piano
  1. Ick seg adieu...
  2. Naer Oostland
  3. Het daghet in den Oosten...
  4. Het waren twee conincskinderen
  5. Ghequetst ben ic van binnen...
  6. Slaap, kindeken, slaap...

### Kamermuziek
- 1903 Andante, voor hoornkwartet
- 1907 Andante, fugue et finale, voor saxofoonkwartet (of hobo, Oboe d'amore, althobo en heckelphone)
- 1908 Elégie, voor althobo en piano
- 1925 Sextet, voor dwarsfluit, hobo, klarinet, hoorn, fagot en piano
- 1936 Divertimento, voor viool, altviool en cello
- 1937 Concertino, voor trompet en piano
- 1937 Choral varié, voor 4 cello
- 1939 Suite, voor 3 trombones
- 1940 Rhapsodie écossaise, voor klarinet en piano
- 1942 Tango caprice, voor altsaxofoon en piano
- 1942 Sonate-Passacaille, voor cello en piano
- 1950 Concert, voor dwarsfluit, hobo, klarinet, hoorn, fagot en harp
- 1951 Légende, voor dwarsfluit en piano
- 1960 Bagatelles, voor 2 violen

### Werken voor orgel
- 1910 Twee stukken
- 1916-1920 Trois poèmes bibliques
- 1927 Alleluia - Victimae Paschali laudes - Choral varié
- 1929 Twee fuga's
- 1948 Prélude et choral

### Werken voor piano
- 1911 Variazioni quasi sonata
- 1917 Sonate
- 1933 Ciels
- 1938 Toccata en ré majeur

### Werken voor gitaar
- 1926 Suite
- 1927 Rhapsodie